# Squamodisque

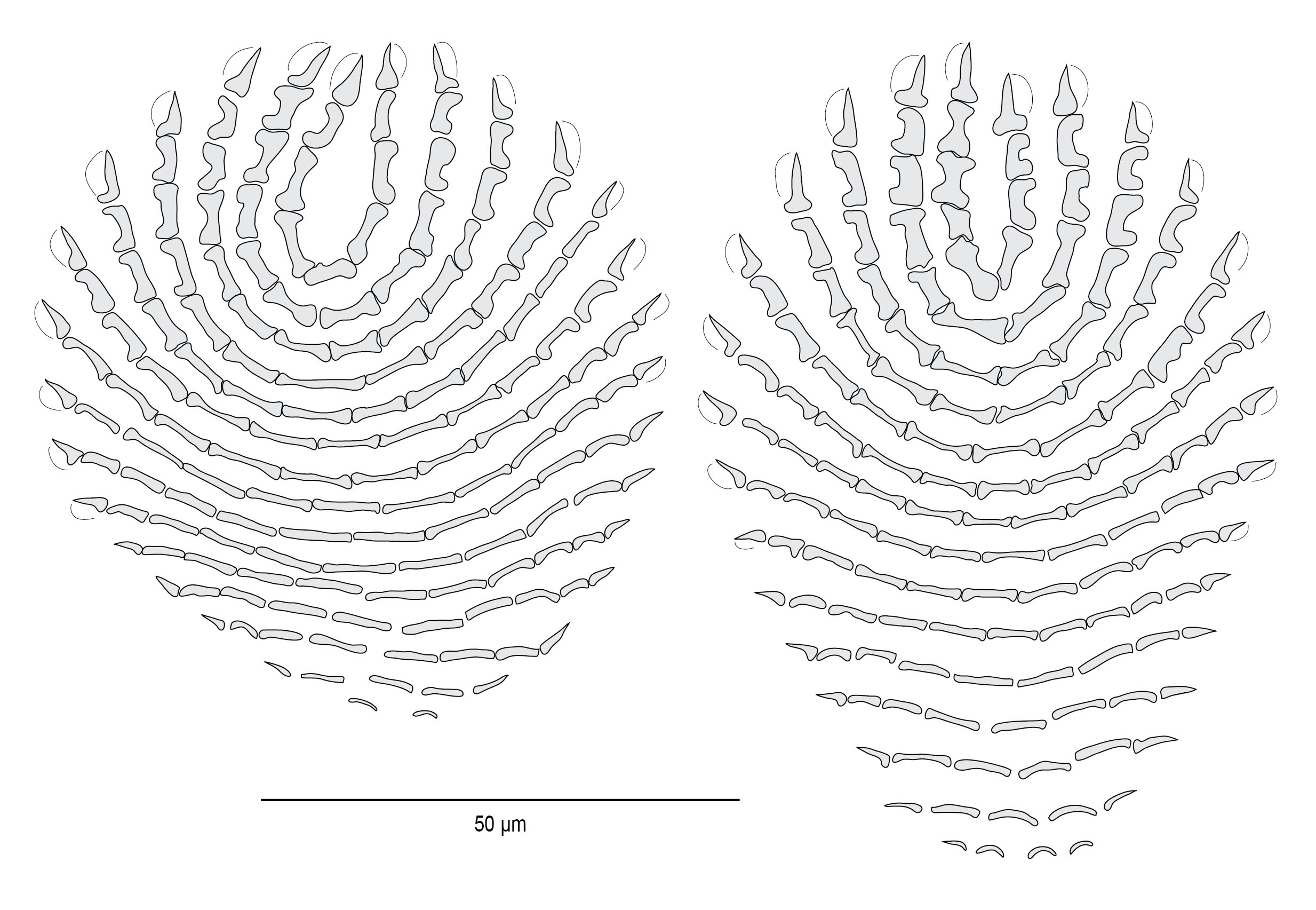
Squamodisque du Diplectanidae Pseudorhabdosynochus epinepheli. Gauche, squamodisque ventral; droite, squamodisque dorsal

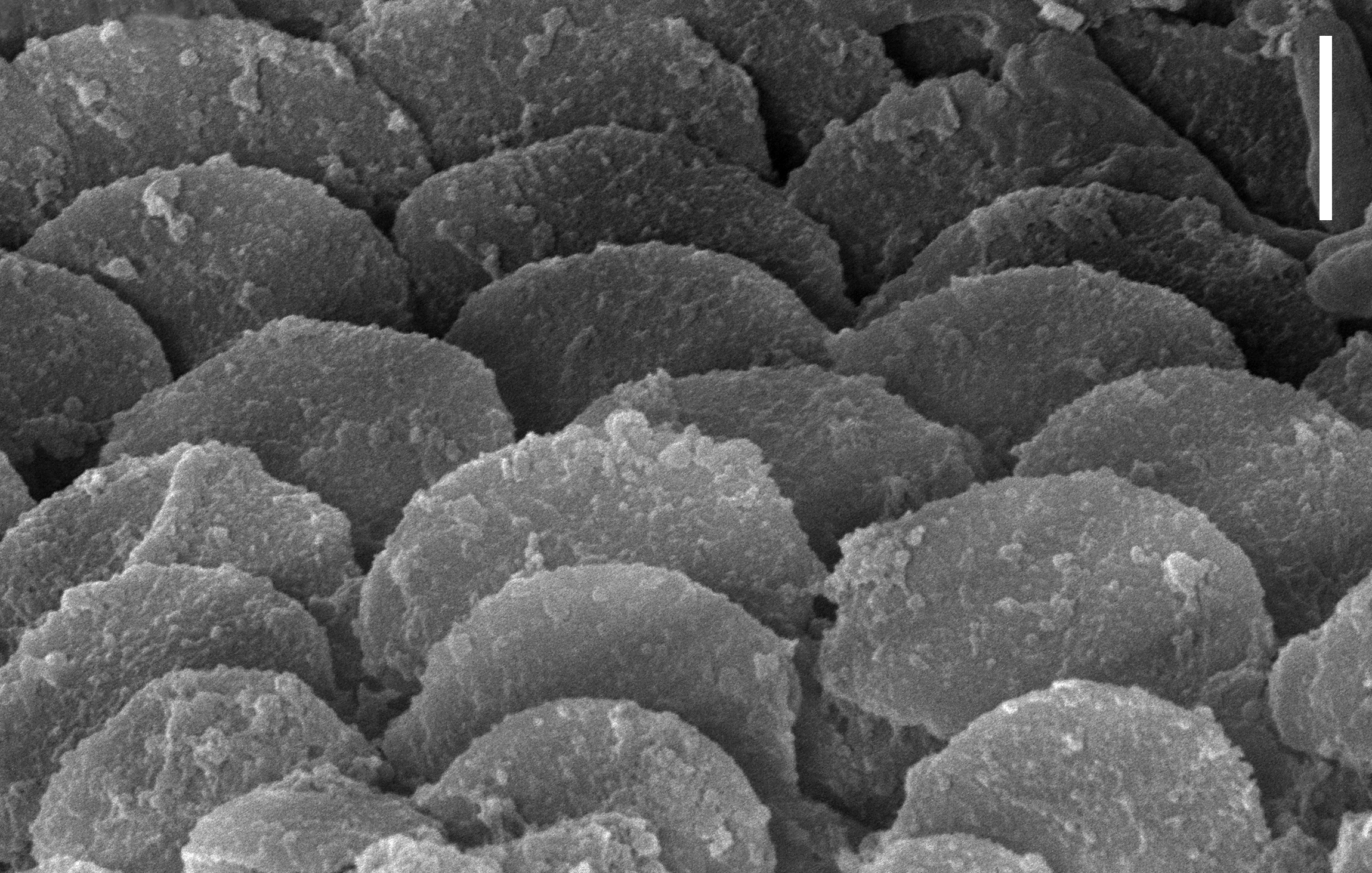
Microscopie électronique à balayage des écailles d'un squamodisque. Barre: 2µm.

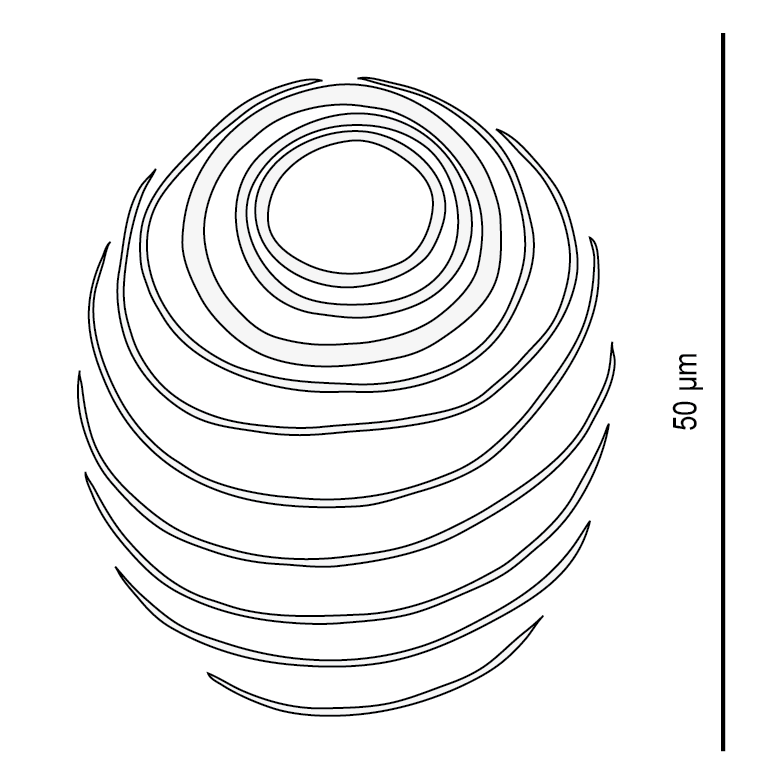
Lamellodisque du Diplectanidae Calydiscoides euzeti

Un squamodisque est une structure épidermique, typique des Monogènes de la famille Diplectanidae. Il y a généralement deux squamodisques, un dorsal et un ventral, sur le hapteur d'un Monogène Diplectanidae. Les squamodisques sont formés d'écailles enfoncées dans l'épiderme, qui apparaissent depuis l'extérieur comme des bâtonnets disposées le long de rangées concentriques,.
Les études ultrastructurales , ont montré que les squamodisques sont formes d'épines épidermique qui sont couvertes par la membrane externe de l'épiderme. Les épines sont composées d'un matériau moyennement dense aux électrons avec des fibrilles denses.
Un genre de Diplectanidae, Squamodiscus Yamaguti, 1934, a été créé mais est maintenant considéré  comme synonyme du genre Diplectanum Diesing, 1858.
Certains Monogènes Diplectanidae des genres Lamellodiscus or Calydiscoides ont une structure similaire, mais qui est constituée de lamelles, pas d'écailles; dans ce cas on parle de lamellodisque .